# Louis Hostin

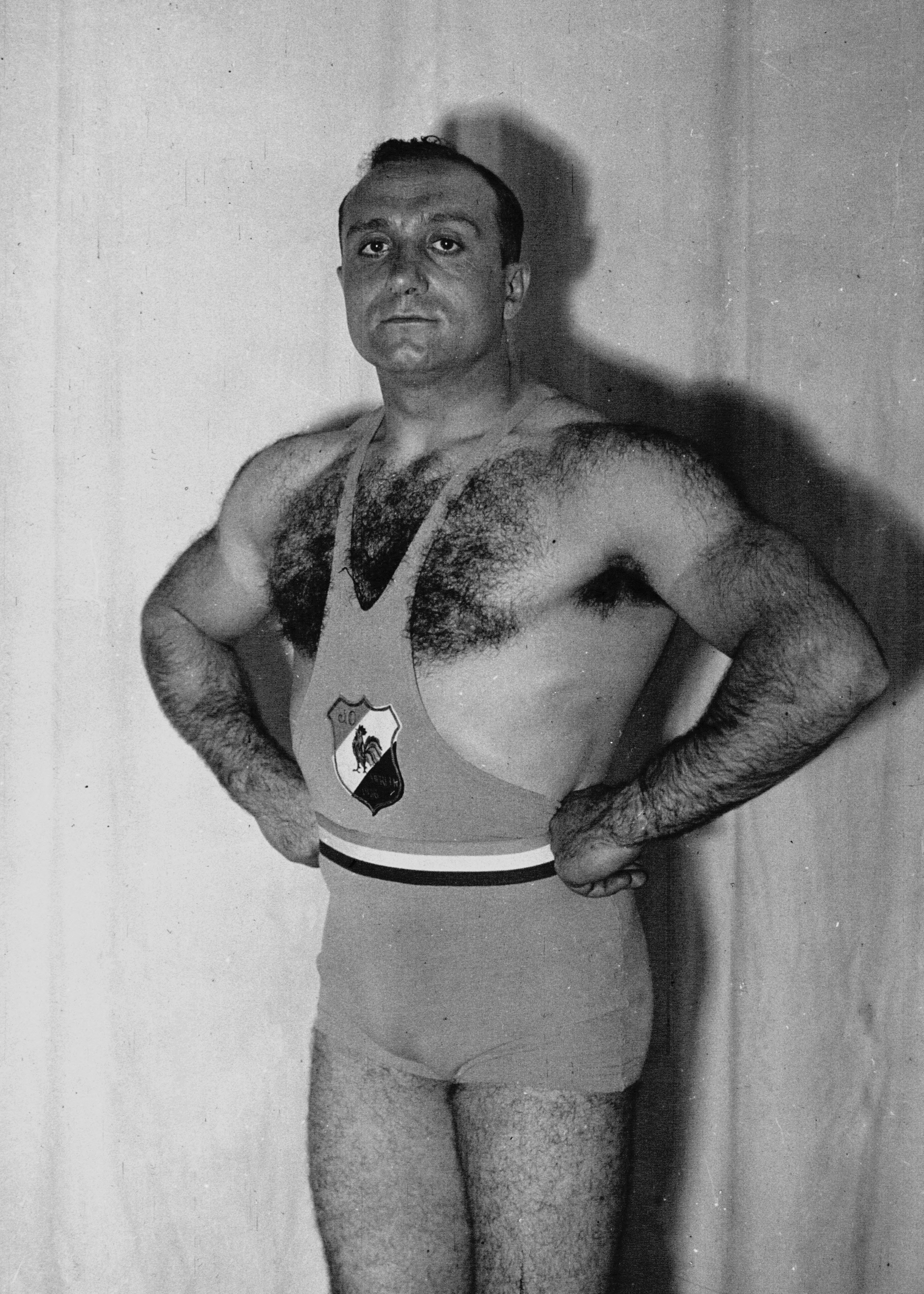
Louis Hostin (1936)

Louis Hostin (* 21. April 1908 in Saint-Étienne; † 29. Juni 1998 in Boisseron) war ein französischer Gewichtheber.

## Werdegang
Louis Hostin begann mit 17 Jahren mit dem Gewichtheben. Seine Vorbilder waren die berühmten Landsleute um Olympiasieger Ernest Cadine und Charles Rigoulot. Schon 1927 wurde er erstmals französischer Meister und 1928 gewann er bei den Olympischen Spielen eine Medaille. In den Jahren 1932 und 1936 wurde er Olympiasieger. Von 1928 bis 1939 gehörte er zu den weltbesten Gewichthebern im Halbschwergewicht. Er war ein Muster an Beständigkeit. Immer wenn es darauf ankam, zeigte er seine besten Leistungen. Lediglich bei den Europameisterschaften 1934 in Turin "patzte" er mit drei Fehlversuchen im beidarmigen Stoßen.
Der französische Staat ehrte Louis Hostin 1978 mit einem hohen Orden.

## Internationale Erfolge
(OS = Olympische Spiele, WM = Weltmeisterschaft, EM = Europameisterschaft, HS = Halbschwergewicht)
- 1928, Silbermedaille, OS in Amsterdam, HS, mit 352,5 kg, hinter Sayed Nosseir, Ägypten, 355 kg und vor Verheyen, Niederlande, 337,5 kg und Jakob Vogt, Deutschland, 335 kg;
- 1930, 1. Platz, EM in München, HS, mit 350 kg, vor Josef Zeman (Gewichtheber), Österreich, 340 kg und Vogt, 340 kg;
- 1932, Goldmedaille, OS in Los Angeles, HS, mit 365 kg, vor Olsen, Dänemark, 360 kg und Duey, USA, 350 kg;
- 1934, unplatziert, EM in Turin, HS, mit 3 Fehlversuchen im beidarmigen Stoßen, Sieger Fritz Haller, Österreich, 370 kg vor Eugen Deutsch, Deutschland, 365 kg;
- 1935, 1. Platz, EM in Paris, HS, mit 370 kg, vor Deutsch, 357,5 kg und Haller, 340 kg;
- 1936, Goldmedaille, OS in Berlin, HS, mit 372,5 kg, vor Deutsch, 365 kg und Ibrahim Wasif, Ägypten, 360 kg;
- 1937, 2. Platz, WM in Paris, HS, mit 372,5 kg, hinter Haller, 375 kg und vor Anton Gietl, Deutschland, 365 kg;
- 1938, 3. Platz, WM in Wien, HS, mit 372,5 kg, hinter John Davis, USA, 387,5 kg und Fritz Haller, 377,5 kg.

## Nationale Erfolge
Louis Hostin gewann von 1927 bis 1939 die französische Meisterschaft im Halbschwergewicht in Folge.

## Weltrekorde
im beidarmigen Reißen:
- 111 kg, 1928 in Marseille, HS,
- 112,5 kg, 1928 in Paris, HS,
- 114 kg, 1928 in Paris, HS,
- 118 kg, 1930 in Paris, HS,
- 122,5 kg, 1936 in Paris, HS,
- 123 kg, 1937 in Paris, HS.

im beidarmigen Stoßen:
- 145,5 kg, 1928 in Paris, HS,
- 150,5 kg, 1930 in Paris, HS,
- 153 kg, 1931 in Paris, HS,
- 157 kg, 1936 in Paris, HS.

im olympischen Dreikampf:
- 345 kg, 1928 in St. Etienne, HS,
- 385 kg, 1936 in Lyon, HS.